# Naval Support Facility Dahlgren

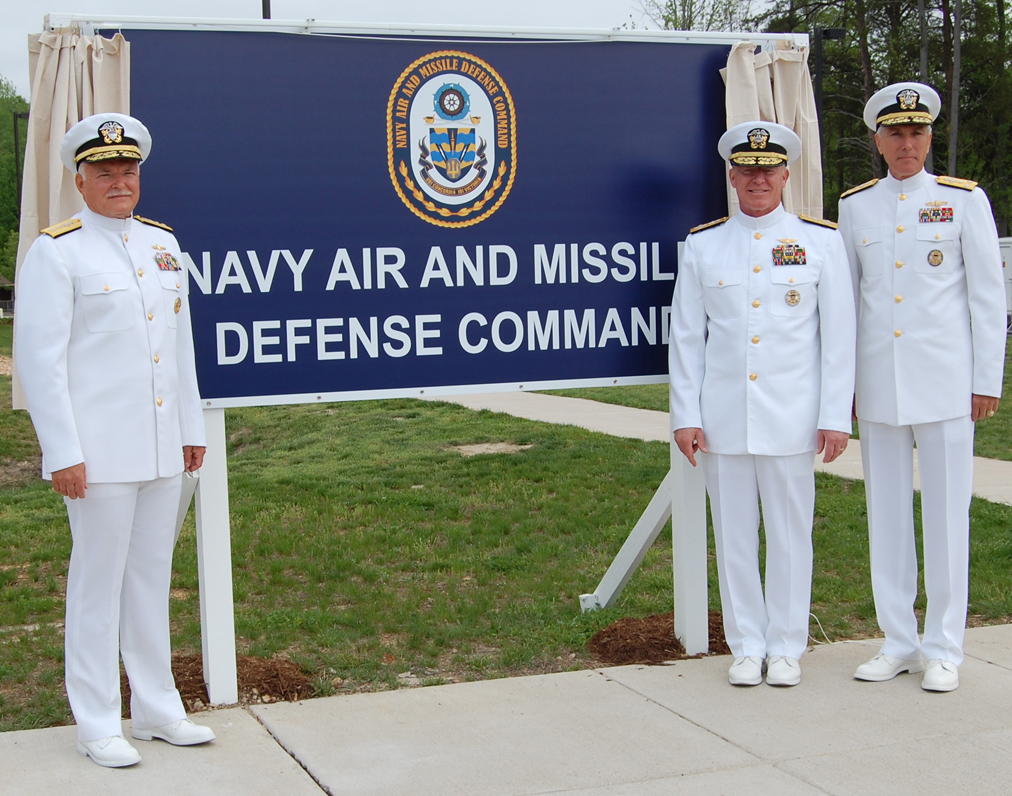
En av den amerikanska flottans organisationsenheter vid Naval Support Facility Dahlgren är Navy Air and Missile Defense Command.

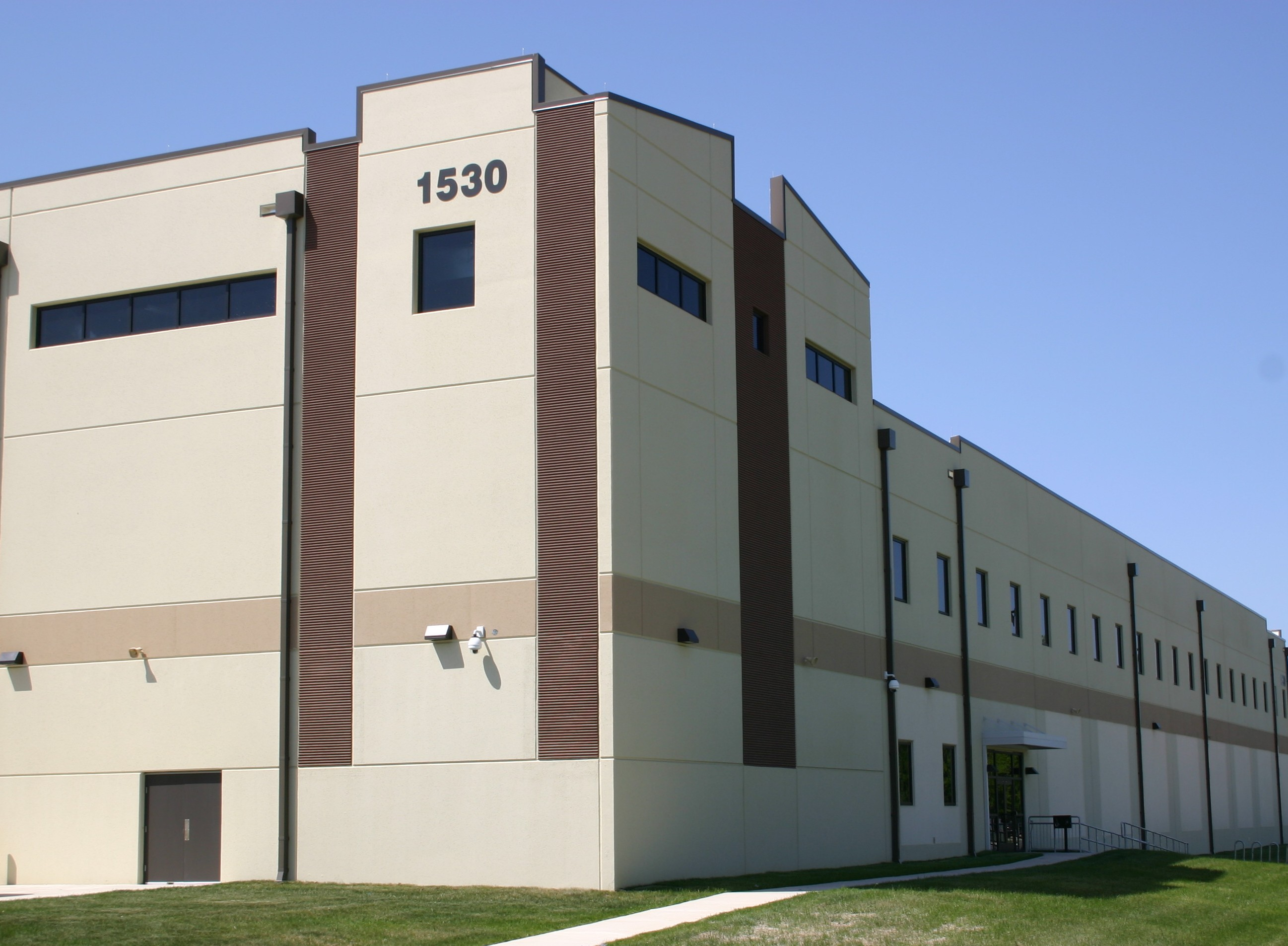
En byggnad vid Naval Support Facility Dahlgren som tillhör Naval Surface Warfare Center Dahlgren Division.

Naval Support Facility Dahlgren är en örlogsbas tillhörig USA:s flotta och ingående i Naval Sea Systems Command som är belägen i Dahlgren Center, Virginia. Den är uppkallad efter amiral John A. Dahlgren.
Basen hade 2012 en personalstyrka om 7 798 personer, av vilka 4 691 var civilanställda, 370 militärer och 2 537 anställda av civila konsultfirmor. Vid basen driver USA:s försvarsdepartement ett daghem, NSF Dahlgren’s Child Development Center och en förskola-grundskola, Dahlgren School. Basen har 78 enfamiljshus och 125 radhus för militär personal. Den militära personalen och dess familjer har tillgång till fri sjukvård genom en vårdcentral, Dahlgren Branch Medical Treatment Facility.
Vid Naval Support Facility Dahlgren finns följande militära organisationsenheter: 
- Naval Support Activity South Potomac
- Navy Air and Missile Defense Command
- Aegis Ballistic Missile Defense
- Naval Surface Warfare Center Dahlgren Division
- Joint Warfare Analysis Center, en komponent i United States Strategic Command
- Center for Surface Combat Systems
- 20th Space Control Squadron, Detachment 1
- 614th Air and Space Operations Center, Detachment One